# 中部学院大学・中部学院大学短期大学部附属幼稚園
中部学院大学・中部学院大学短期大学部附属幼稚園（ちゅうぶがくいんだいがく・ちゅうぶがくいんだいがくたんきがくぶふぞくようちえん）は、岐阜県岐阜市にある私立幼稚園である。

## 概要
学校法人岐阜済美学院により設置された幼稚園である。
系列の中部学院大学・中部学院大学短期大学部附属桐が丘幼稚園と区別するため、「ふぞく幼稚園」の名称がある。
対象は3歳児～5歳児。他に満3歳児保育（次年度年少になる幼児で、3歳の誕生日を迎えた翌月より入園が可能）を行っている。
送迎バスは、長良方面、鷺山・正木・黒野方面・粟野・岩崎方面など、主に岐阜市の長良川以北で運行されている。

## 沿革
- 1973年（昭和48年）
  - 2月5日 - 設立の認可を受ける。
  - 4月2日 - 中部女子短期大学附属幼稚園として開園。
- 1999年（平成11年）4月 - 中部女子短期大学が中部学院大学短期大学部に改名する。同時に中部学院大学短期大学部附属幼稚園に改称する。
- 2009年（平成21年）7月 - 中部学院大学・中部学院大学短期大学部附属幼稚園に改称する。

## 交通アクセス
- 岐阜バス岐南町線「青山中学校南」バス停より徒歩で約15分。
  - JR東海道本線・高山本線 岐阜駅（JR岐阜駅バスターミナル）、名鉄名古屋本線・各務原線 名鉄岐阜駅（名鉄岐阜のりば）より【N45】岐阜大学病院行に乗車。
- さんさんバス「早田飯店前」バス停より徒歩で約5分。

## 周辺施設
- 岐阜市立青山中学校
- 岐阜市立鷺山小学校
- 鷺山保育園
- オートバックス岐阜北店